# Орора (город, Миннесота)
Орора (англ. Aurora) — город в округе Сент-Луис, штат Миннесота, США. На площади 10,2 км² (9,8 км² — суша, 0,4 км² — вода), согласно переписи 2010 года, проживают 1682 человека. Город окружён хвойными и лиственными лесами в которых имеется множество озёр.
Поселение возникло в 1898 году. В 1903 году здесь было открыто почтовое отделение. В 1903 году город был инкорпорирован.
Через город проходят окружные шоссе 100 и 110 и хайвей штата MN 135. Также город пересекает железнодорожная линия.
- Телефонный код города — 218
- FIPS-код города — 27-02872[1]
- GNIS-идентификатор — 0660700[2]

## Демография
По данным переписи 2010 года население города составляло 1682 человека, 777 домашних хозяйств и 438 семей. Плотность населения — 173,6 чел. на км², плотность размещения жилья (насчитывается 887 построек) — 91,6 на км². Расовый состав: белые — 98,2 %, афроамериканцы — 0,2 %, коренные американцы — 0,5 % и представители двух и более рас — 1 %.
Из 777 домашних хозяйств 41,3 % представляли собой совместно проживающие супружеские пары (24,1 % с детьми младше 18 лет), в 11,2 % семей женщины проживали без мужей, в 3,9 % семей мужчины проживали без жён, 43,6 % не имели семьи. В среднем домашнее хозяйство ведут 2,09 человек, а средний размер семьи — 2,7 человека.
Население города по возрастному диапазону по данным переписи 2010 года распределилось следующим образом: 19,3 % — жители младше 18 лет, 6,7 % — между 18 и 24 годами, 20,2 % — от 25 до 44 лет, 29,5 % — от 45 до 64 лет, 24,4 % — в возрасте 65 лет и старше. Средний возраст населения — 48,4 лет.
По состоянию на 2000 год медианный доход на одно домашнее хозяйство в городе составлял $32904, доход на семью — $43095. У мужчин средний доход — $41413, а у женщин — $20625. Средний доход на душу населения — $17442. 8,5 % семей или 11,9 % населения находились ниже порога бедности, в том числе 26 % молодёжи младше 18 лет и 4,7 % взрослых в возрасте старше 65 лет.